# GungHo Online Entertainment
Pour les articles homonymes, voir Gung Ho.
GungHo Online Entertainment (ガンホー・オンライン・エンターテイメント株式会社, Ganhō onrain entāteimento kabushiki gaisha) est une société japonaise de jeux vidéo fondée le 1er juillet 1998 et basée à Tokyo.
L'entreprise est principalement connue pour l'hébergement et l'édition de jeux en ligne massivement multijoueur, elle possède par ailleurs de nombreuses filiales dans le secteur de l'industrie vidéoludique.

## Historique
La société est créée sous le nom ONSale Co., Ltd. le 1er juillet 1998 (une coentreprise appartenant à Softbank et onSale Inc.), elle vise le domaine de l'enchère sur internet.
En 2000, l'entreprise déplace son siège social à Tokyo et change d'orientation pour se spécialiser dans la fourniture de systèmes d'enchères. Cependant, en 2002, elle change une nouvelle fois d'orientation, cette fois pour proposer des services de jeu en ligne. Elle est alors principalement chargée de l’hébergement des serveurs japonais du jeu Ragnarök Online.
La société commence le développement de jeux en ligne en collaboration avec Game Arts en 2004. Au mois de mars 2005, GungHo est listée dans la Hercules Nippon New Market de la Bourse de Tokyo. En août de la même année, la compagnie investit chez G-Mode, un constructeur de jeux pour téléphone mobile. Au mois de décembre, le MMORPG développé par GungHo, Emil Chronicle Online, est officiellement mis en vente.
Au mois de février 2007, un accord de licence est signé avec Nintendo afin de pouvoir développer sur Nintendo DS. La même année en octobre, GungHo Works, Inc., studio derrière le développement de Ragnarök DS, est créé.
En avril 2008, la société acquiert Gravity, le studio de développement à l'origine de Ragnarök Online.
GungHo rachète Grasshopper Manufacture le 30 janvier 2013, le développeur des titres Killer7 et No More Heroes. En octobre de la même année, la compagnie achète 51 % des parts du studio finlandais Supercell pour un montant de 1,5 milliard de dollars
En juin 2016, SoftBank annonce la vente de sa participation dans GungHo Online Entertainment pour l'équivalent de 865 millions de dollars.

## Jeux

### Actuellement proposés

#### MMORPG
- Ragnarok Online (2001)
- Tantra (2004)
- ROSE Online (2005)
- Emil Chronicle Online (2005)
- Hiten Online (2007)
- Shin Megami Tensei: Imagine (2007)
- ROSE Online (2009)
- Grandia Online (2009)
- Lucent Heart (2009)
- Blade Chronicle (2009)
- Ragnarök DS (2010)
- Eternal City 2 (2010)
- DIVINA (2010)
- Grand Fantasia (2010)
- Le Ciel Bleu
- Ragnarök Online 2: Legend of the Second (2013)

#### Jeux de tir
- Toy Wars [8]

#### Puzzles
- Fishdom: Seasons under the Sea
- Dokuro
- Puzzle and Dragons
- Puzzle and Dragons Z and Puzzle and Dragons: Super Mario Bros Edition"

### En développement
- Codename: Rondo
- eXtreme Soccer

### Services clos
- Survival Project
- A3
- GetAmped
- Saiyuki Reload Gunlock
- Squirrel Pot 2
- Mahjong
- Koi Koi Playing Cards
- Poker
- Millionaire
- Shanghai
- Chat
- Pachinko Slot
- Hakenden
- Yogurting
- Tetris Online Japan

### PlayStation 2
- Nadepro!!: Kisama mo Seiyū Yattemiro!

### PlayStation Portable
- Solfege: Sweet Harmony
- Mimana Iyar Chronicle
- Cho Aniki Zero
- P.W: Project Witch
- Lunar: Silver Star Harmony
- Ragnarok Tactics

### PlayStation Vita
- Ragnarok Odyssey
- Ragnarok Odyssey Ace
- Picotto Knights
- Dokuro

### Nintendo DS
- Otometeki Koi Kakumei Love Revo!!
- Nakamura Tooru Kanshuu: India Shiki Keisan Drill DS
- Aquazone DS
- 100 Kiri Golf DS
- Ragnarök DS
- Hero's Saga Laevatein Tactics
- Minna de Jibun no Setsumeisho: B-Gata, A-Gata, AB-Gata, O-Gata
- Ecolis: Aoi Umi to Ugoku Shima

### Mobile
- Ragnarok Online: Violet
- Ragnarok Online: Card Battle
- Casino Komodo